# Nynkeplantsoen
Het Nynkeplantsoen is een park in de Utrechtse wijk Zuilen. Het  werd aangelegd als onderdeel van de door Hendrik Petrus Berlage en Lambertus Nicolaas Holsboer ontworpen As van Berlage. Dit stedenbouwkundige plan omvatte ook het in de jaren 1910 door P.J. Hamers aangelegde De Lessepsbuurt met daarin het Nynkeplantsoen. De Lessepsbuurt is een tuindorp gebouwd op initiatief van Woningbouwvereniging Zuilen.

## Naamgeving
Het parkje is genoemd naar de Friese schrijfster Nynke van Hichtum, pseudoniem van Sjoukje Bokma de Boer die gehuwd was met Pieter Jelles Troelstra. Het paar verhuisde rond 1893 naar Utrecht. Troelsta werd in Utrecht in 1955 geëerd met een standbeeld aan de Talmalaan. Van Hichtum, die tot 1897 in Utrecht woonde, kreeg een parkje naar zich vernoemd.

## Renovatie
Vanaf de jaren 1980 verloederde de De Lessepsbuurt sterk. De gemeente besloot rond 2005 tot een totale renovatie van de woningen in buurt en tevens van de openbare ruimte, inclusief het Nynkeplantsoen. In 2014 werd het plantsoen na  herinrichting opnieuw geopend. Het wordt sindsdien deels door buurtbewoners onderhouden. De gehele de Lessepsbuurt met daarin het plantsoen is na de renovatie aangewezen als beschermd stadsgezicht.

## Kunst
Midden in het driehoekige park staat een standbeeld genaamd 'Twee Handen' van de kunstenaar Guus Hellegers.
Amaliapark · Park De Balije · Park Bloeyendael · Park de Gagel · Griftpark · Hogelandsepark · Park Hoge Weide · Julianapark · Klokkenveld · Kromme Rijnpark · Majellapark · Máximapark · Moreelsepark · Park Nieuweroord · Niftarlakepark · Noorderpark · Nynkeplantsoen · Oorsprongpark · Park Oosterspoorbaan · Oranjepark · Park De Groene Kop · Park Leeuwesteyn · Park Oog in Al · Park Transwijk · Rosarium (Oudwijk) · Sterrenbos · Park Tivoli · Van Heukelompark · Vechtzoompark · Park Voorn · Park de Watertoren · Wilhelminapark · Willem Alexanderpark · Zocherpark